# Club Africain (pallacanestro)
Il Club Africain (in arabo: النادي الإفريقي), anche conosciuta con l'abbreviazione CA, è una squadra di pallacanestro professionistica tunisina con sede a Tunisi, che fa parte dell'omonima società polisportiva. Il club partecipa al Championnat National A, la massima divisione del basket professionistico in Tunisia. La squadra ha vinto il campionato nazionale per cinque volte, l'ultima delle quali nel 2025. Tra i giocatori più rappresentativi figurano diversi membri della nazionale tunisina maschile senior, come Mourad El Mabrouk, Marouan Kechrid, Marouen Lahmar e Naim Dhifallah.

## Storia
Fondata sulla soglia dell'indipendenza della Tunisia, nel 1956, la sezione di pallacanestro del Club Africain, durante i suoi primi venticinque anni di vita fu attiva ad intermittenza, non ricevendo la stessa attenzione di altre sezioni della polisportiva come quelle di pallamano o pallavolo. Come quest'ultima, inizialmente le attività della sezione di pallacanestro erano più ludiche che competitive, guidate da uno dei pionieri della sezione, Bechir Ben Slimane. Sebbene la squadra raggiunse il Championnat National A dieci anni dopo la sua fondazione, nel 1967, vi rimase solo per quattro stagioni prima di sperimentare una fase di inattività. Questa fase durò cinque anni e solo nel 1976 la sezione di pallacanestro riprese le attività agonistiche. Sotto la guida dell'allenatore Ridha Laâbidi, la promozione al Championnat National A venne raggiunta nel 1979, e da quel momento il CA vi si mantenne senza difficoltà.
Il Club Africain nei primi anni ottanta iniziò a ritagliarsi un posto tra le migliori squadre del campionato e riuscì persino a vincere il suo primo titolo, la Coppa di Tunisia, nel 1982, battendo l'Étoile du Sahel in finale. Dopo questo prima titolo però prima che il CA tornasse in lizza per il trofeo dovettero passare 17 anni, fino al 1999, quando vinse per la seconda volta Coppa di Tunisia, battendo l'U.S. Monastir in finale.
Questo titolo segnò il vero e proprio decollo della sezione di basket. Nella stagione 2000-2001, il Club Africain si ripeté, vincendo la Coppa di Tunisia per la terza volta, sconfiggendo ancora una volta l'U.S. Monastir in finale. Nella stagione 2002-2003 arrivarono altri due trofei, con la vittoria della prima Supercoppa di Tunisia, vinta contro la JS Kairouanaise, e della quarta Coppa di Tunisia vinta contro lo Stade Nabeulien. Fu però nel 2004 che il Club Africain vinse il titolo del Championnat National A per la prima volta nella sua storia, vincendo la serie delle finali contro la JS Kairouanaise, dopo una gara tre memorabile giocata alla Salle Cherif Bellamine: nonostante la sconfitta nella prima partita contro per 87-97, i Clubistes si riscattarono nella seconda, vincendo per 95-86. La bella, che giocò in una palazzetto gremito, vide il CA sotto per 85-87 a 0,9 secondi dalla sirena finale, quando Naim Dhifallah, da metà campo, tentò una tripla che andò a segno. Il Club Africain alla fine vinse per 88-87 e fu incoronato campione di Tunisia per la prima volta, tra una folla in delirio.
La CA attraversò poi un nuovo periodo di magri risultati prima di tornare ai vertici del basket tunisino vincendo sei titoli in tre stagioni. Nella stagione 2013-2014, nessuna squadra riuscì a resistere a Nizar Knioua e i suoi compagni di squadra, che vinsero la Championnat National A battendo l'Étoile du Sahel in tre partite (67-69, 66-62, 73-63), prima di aggiungere la Coppa di Tunisia vinta contro la JS Kairouanaise, per 91-79, e poi anche la Supercoppa di Tunisia sempre contro l'Étoile du Sahel, per 78-73. Conquistando così uno storico triplete nazionale. Nella stagione 2014-2015, i Clubistes conquistarono il double con la vittoria della Coppa di Tunisia e del secondo titolo consecutivo nel Championnat National A. La squadra trascinata da Mohamed Hadidane, ha sconfitto l' E.S. Radès nella finale del campionato tunisino, per 63-61 all'andata e per 78-68 al ritorno, e poi l'U.S. Monastir nella finale di Coppa di Tunisia, con il risultato di 79-69. Un terzo titolo consecutivo di campione tunisino ha impreziosito ulteriormente la bacheca del Club Africain nella stagione 2015-2016, grazie alla vittoria contro l'Étoile du Sahel nelle finali: il CA dopo aver perso la prima partita per 69-73, dopo i tempi supplementari, ha vinto sia la seconda partita, per 64-56, e poi la decisiva gara tre con il risultato di 59-56.
Il 10 marzo 2024, il Club Africain ha vinto per la quarta volta la Supercoppa di Tunisia, battendo l'U.S. Monastir con il punteggio di 68-48 al Palazzetto dello Sport di Radès. Mentre il 6 luglio 2024, il Club Africain ha poi conquistato per la settima volta la Coppa di Tunisia, sconfiggendo nuovamente l'U.S. Monastir con un netto 87-55, sempre al Palazzetto di Radès.
Il 24 maggio 2025, il Club Africain ha vinto il suo quinto titolo nazionale nel Championnat National A, ponendo fine a una digiuno di nove anni, dopo aver battuto il U.S. Monastir nella serie finale, per 3-1 in quattro partite; ottenendo così per la prima volta la qualificazione alla Basketball Africa League, per l'edizione 2026..

## Palmarès

### Competizioni nazionali
- Championnat National A

Campioni (5): 2003–04, 2013–14, 2014–15, 2015–16, 2024–25
- Tunisian Cup

Campioni (7): 1981–82, 1998–99, 2000–01, 2002–03, 2013–14, 2014–15, 2023–24
- Tunisian Supercup

Campioni (4): 2003, 2004, 2014, 2023
- Tunisian Federation Cup

Campioni (4): 1995, 1998, 2017, 2018

## Organico
Organico per la stagione 2024-2025
|    | Naz.                                        | Ruolo | Sportivo            | Anno | Alt. | Peso |  |
| -- | ------------------------------------------- | ----- | ------------------- | ---- | ---- | ---- |  |
| 1  | Stati Uniti (bandiera) · Georgia (bandiera) | PG    | Michael Dixon       | 1990 | 186  | 91   |  |
| 5  | Germania (bandiera) · Tunisia (bandiera)    | AP    | Ziyed Chennoufi     | 1988 | 201  | 92   |  |
| 6  | Tunisia (bandiera)                          | G     | Achref Gannouni     | 1997 | 194  | 87   |  |
| 9  | Tunisia (bandiera)                          | C     | Mohamed Hadidane    | 1986 | 206  | 100  |  |
| 10 | Tunisia (bandiera)                          | PG    | Mohmaed Tarhouni    | 2003 | 180  | 75   |  |
| 11 | Tunisia (bandiera)                          | G     | Aymen Trabelsi      | 1987 | 187  | 81   |  |
| 15 | Tunisia (bandiera)                          | C     | Bassem Khalifa      | 2003 | 206  | 99   |  |
| 21 | Tunisia (bandiera)                          | AP    | Jawhar Jaouadi      | 1997 | 193  | 86   |  |
| 22 | Tunisia (bandiera)                          | PG    | Hosni Ilahi         | 1993 | 185  | 80   |  |
| 23 | Montenegro (bandiera)                       | C     | Gligorije Rakočević | 1995 | 211  | 116  |  |
| 24 | Tunisia (bandiera)                          | PG    | Omar Abada          | 1993 | 189  | 84   |  |
| 31 | Tunisia (bandiera)                          | AG    | Haythem Saada       | 1995 | 205  | 102  |  |
| 51 | Tunisia (bandiera)                          | C     | Mohamed Selmi       | 1998 | 205  | 95   |  |

### Staff tecnico
| Ruolo           | Nome                  |
| --------------- | --------------------- |
| Capo Allenatore | Andreas Wagner        |
| Assistente      | Mohamed Banna         |
| Assistente      | Mohamed Ismail Basbas |
| Medico          | Salem Rzig            |

## Allenatori
| Nazione            | Nome                            | Periodo   |
| ------------------ | ------------------------------- | --------- |
| Tunisia (bandiera) | Ahmed Marzouki et Fethi Ellouze | 1959-1960 |
|                    | Non attiva                      | 1963-1966 |
| Tunisia (bandiera) | Mohamed Ben Tahar               | 1966-1971 |
|                    | Non attiva                      | 1972-1976 |
| Tunisia (bandiera) | Khaled Senoussi                 | 1976-1977 |
| Tunisia (bandiera) | Ridha Laabidi                   | 1977-1979 |
| Tunisia (bandiera) | Mehrez Gomri                    | 1979-1980 |
| Tunisia (bandiera) | Azaiez Ketatni                  | 1980-1981 |
| Tunisia (bandiera) | Ridha Laabidi                   | 1981-1982 |
| Tunisia (bandiera) | Khaled Senoussi                 | 1982-1983 |
| Tunisia (bandiera) | Brahim Trabelsi                 | 1983-1985 |
| Tunisia (bandiera) | Hamadi Driss                    | 1985-1986 |
| Tunisia (bandiera) | Badreddine Ben Amor             | 1986-1987 |
| Polonia (bandiera) | Wieslaw Puwovar                 | 1987-1988 |
| Tunisia (bandiera) | Faouzi Madhi                    | 1988-1989 |
| Tunisia (bandiera) | Ali Karabi                      | 1989-1990 |

| Nazione            | Nome               | Periodo   |
| ------------------ | ------------------ | --------- |
| Tunisia (bandiera) | Naceur Ghrib       | 1990-1991 |
| Tunisia (bandiera) | Ridha Laabidi      | 1991-1995 |
| Tunisia (bandiera) | Adel Tlatli        | 1995-1996 |
| Tunisia (bandiera) | Brahim Trabelsi    | 1996-1997 |
| Tunisia (bandiera) | Ridha Laabidi      | 1997-1998 |
| Tunisia (bandiera) | Monoom Aoun        | 1998-2001 |
| Tunisia (bandiera) | Brahim Trabelsi    | 2001-2002 |
| Tunisia (bandiera) | Monoom Aoun        | 2002-2006 |
| Tunisia (bandiera) | Sami Hussaini      | 2006-2007 |
| Tunisia (bandiera) | Monoom Aoun        | 2007-2009 |
| Tunisia (bandiera) | Abdessatar Elloumi | 2009-2010 |
| Tunisia (bandiera) | Outail Aouij       | 2010-2011 |
| Tunisia (bandiera) | Monoom Aoun        | 2011-2012 |
| Serbia (bandiera)  | Jenc Branislav     | 2012      |
| Serbia (bandiera)  | Dragan Petričević  | 2012-2013 |
| Tunisia (bandiera) | Monoom Aoun        | 2013-2015 |

| Nazione               | Nome                 | Periodo        |
| --------------------- | -------------------- | -------------- |
| Serbia (bandiera)     | Predrag Badnjarević  | 2015           |
| Portogallo (bandiera) | Mário Palma          | 2015-2016      |
| Portogallo (bandiera) | Vasco Curado         | 2016-2017      |
| Tunisia (bandiera)    | Zouhaier Ayachi      | 2017-2018      |
| Tunisia (bandiera)    | Racem Marzouki       | 2018-2019      |
| Tunisia (bandiera)    | Nidhal Ben Abdelkrim | 2019           |
| Marocco (bandiera)    | Aziz Qarouach        | 2019           |
| Portogallo (bandiera) | Mário Palma          | 2019-2020      |
| Tunisia (bandiera)    | Monoom Aoun          | 2020           |
| Slovenia (bandiera)   | Slobodan Subotić     | 2020-2021      |
| Tunisia (bandiera)    | Kacem Ouerchfani     | 2021           |
| Tunisia (bandiera)    | Safouane Ferjani     | 2021-2022      |
| Tunisia (bandiera)    | Monoom Aoun          | 2022           |
| Tunisia (bandiera)    | Kacem Ouerchfani     | 2022           |
| Portogallo (bandiera) | Vasco Curado         | 2022-2023      |
| Tunisia (bandiera)    | Kacem Ouerchfani     | 2023           |
| Germania (bandiera)   | Andreas Wagner       | 2024-in carica |

## Cestisti

### Cestisti celebri
- Ali Amri
- Chahir Ben Zekri
- Naim Dhifallah
- Marouen Lahmar
- Sami Temimi
- Hichem Zahi
- Bryan Harrison
- Sergo Atuashvili
- Jamelle Barrett
- Ziyed Chennoufi
- Lassaad Chouaya
- Dion Dixon
- Mourad El Mabrouk
- Mokhtar Ghayaza
- Marcus Haislip
- Bechir Hadidane
- Mohamed Hadidane
- Zaid Abbas
- Eric Hicks
- James Justice
- Marouan Kechrid
- Nizar Knioua
- Djo Loo Yele
- Kelvin Matthews
- Mahdi Sayeh
- Jarred Shaw
- Maher Souabni
- Kyle Vinales
- Ahmed Addami
- Seif Ben Maati
- Eskander Bhouri
- Chris Crawford
- Michael Dixon
- Amine Maghrebi
- Omar Mouhli
- Justin Edwards
- Walt Lemon
- Ater Majok
- Brandon Peterson
- Gligorije Rakocevic